# Phthiridium rotundatum
Phthiridium rotundatum är en tvåvingeart som först beskrevs av Oskar Theodor 1957.  Phthiridium rotundatum ingår i släktet Phthiridium och familjen lusflugor.
Artens utbredningsområde är Zimbabwe. Inga underarter finns listade i Catalogue of Life.